# Daniel Fernandes
Pedro Miguel da Silva Mendes (Edmonton, 1983. szeptember 25. –) kanadai születésű portugál válogatott labdarúgó, aki kölcsönben szerepel a San Antonio Scorpions csapatánál az FC Twentetől.

## Sikerei, díjai
- CFR Cluj
  - Román bajnok: 2011-12